# پریا کالیداس
پریا کالیداس (به انگلیسی: Preeya Kalidas) (زاده ۲۲ اوت ۱۹۸۸) خواننده و بازیگر انگلیسی است.
از کارهای معروف او می‌توان به بازی در فیلم‌های شرق شرق است، مثل بکام کات‌دار بزن، ملکه بالیوود و چهار شیر اشاره کرد.